# Lo straniero misterioso
Lo straniero misterioso è un romanzo dell'autore americano Mark Twain, pubblicato postumo nel 1916. Twain ci lavorò a intermittenza dal 1897 al 1908, scrivendo più versioni della storia, ognuna delle quali coinvolge un personaggio soprannaturale chiamato "Satana" o "N°44". Tutte le versioni rimasero incompiute (con la discutibile eccezione dell'ultima, la N°44, lo straniero misterioso).

## Versioni
Le tre storie differiscono per lunghezza: The Chronicle of Young Satan conta circa 55 000 parole, Schoolhouse Hill 15 300 parole e No°44, lo straniero misterioso 65 000 parole.

### St. Petersburg Fragment
Twain scrisse il St. Petersburg Fragment nel settembre del 1897. Era ambientato nella città immaginaria di St. Petersburg, un nome che Twain usava spesso per Hannibal, nel Missouri. Twain ha quindi rivisto questa versione, rimuovendo i riferimenti a St. Petersburg, e ha usato il testo per The Chronicle of Young Satan.

### The Chronicle of Young Satan
La prima versione sostanziale si intitola The Chronicle of Young Satan (nota anche come versione Eseldorf) e racconta le avventure di Satana, il nipote senza peccato del biblico Satana, a Eseldorf, un villaggio austriaco, nell'anno 1702. Twain scrisse questa versione tra il novembre del 1897 e il settembre del 1900. Eseldorf in tedesco significa "casa del somaro" o "città dell'asino".

### Schoolhouse Hill
Il secondo sostanziale testo che Twain ha tentato di scrivere è noto come versione di Schoolhouse Hill (o Hannibal). È ambientato negli Stati Uniti e coinvolge i noti personaggi di Huckleberry Finn e Tom Sawyer e le loro avventure con Satana. Questa versione è indicata come No. 44, New Series 864962. Twain iniziò a scrivere il testo nel novembre del 1898 e, come il St. Petersburg Fragment, lo ambientò nella città immaginaria di St Petersburg.

### N°44, lo straniero misterioso
Il terzo testo, chiamato N°44, lo straniero misterioso: un antico racconto ritrovato in una giara e tradotto liberamente dalla giara, noto anche come versione Print Shop, ritorna in Austria, questa volta nell'anno 1490 (non molto tempo dopo l'invenzione della stampa). Racconta dell'apparizione misteriosa del N°44 alla porta di una tipografia e dell'uso dei suoi poteri celesti per esporre l'inutilità dell'esistenza umana. Questa versione introduce anche un'idea che Twain utilizzerà spesso nei testi scritti negli ultimi anni della sua vita, e che coinvolge una dualità del "sé", composta dal "Sé Sveglio" e dal "Sé Sognante". Twain esplora queste idee attraverso l'uso di "Duplicati", copie degli operai della stamperia realizzate dal N°44. Questa versione contiene un finale effettivo; tuttavia, il testo presenta ancora molti difetti ed è discutibile se possa essere considerato finito. Twain scrisse questa versione tra il 1902 e il 1908.

## L'edizione Paine-Duneka del 1916
L'edizione pubblicata nel 1916 è composta principalmente da Chronicle of Young Satan, in un'edizione fortemente elaborata, con l'aggiunta del finale leggermente modificato del N°44, lo straniero misterioso. Albert Bigelow Paine, che aveva il possesso esclusivo delle opere incompiute di Twain dopo la morte dell'autore e le tenne private, affermò di aver cercato i manoscritti di Twain e di aver trovato il finale previsto per Lo straniero misterioso. Dopo la morte di Paine nel 1937, Bernard DeVoto divenne il possessore dei manoscritti di Twain e li rese pubblici. A partire dagli anni '60, i critici studiarono le copie originali della storia e scoprirono che il finale scelto da Paine per Lo straniero misterioso si riferiva ai personaggi di diverse versioni della storia (per esempio, il N°44 invece di Satana) e che i nomi originali erano stati cancellati e riscritti nella calligrafia di Paine.
Nel 1963, gli studiosi guidati dal ricercatore John S. Tuckey esaminarono attentamente i documenti e i manoscritti di Twain e scoprirono che Paine non solo aveva manomesso e rattoppato tre manoscritti precedentemente incompiuti, ma era anche stato assistito da Frederick Duneka, che aveva aggiunto passaggi non scritti da Twain per completare Lo straniero misterioso. Oltre a omettere un quarto del testo originale, la versione di Paine inventa il personaggio di un astrologo che viene reso responsabile degli atti malvagi compiuti da padre Adolf. La versione del libro che è stata pubblicata mantiene tuttavia le critiche di Twain a quella che l'autore credeva essere l'ipocrisia della religione convenzionale.
Secondo l'editore W. M.Gibson, il volume di Paine fu una frode letteraria non rilevata per oltre quarant'anni. Tuttavia, Gibson ammette anche che "il testo tagliato, rattoppato e parzialmente falsificato ha il potere di commuovere e soddisfare il lettore dal punto di vista estetico, nonostante i suoi difetti".

### Trama
Nel 1590, tre ragazzi, Theodor, Seppi e Nikolaus, vivono una vita semplice relativamente felice in un remoto villaggio austriaco chiamato Eseldorf (tedesco per "casa del somaro" o "città dell'asino"). La storia è narrata da Theodor, il figlio dell'organista del villaggio. Altri personaggi locali includono padre Peter, sua nipote Marget e l'astrologo.
Un giorno, un bel ragazzo di nome Satana appare nel villaggio. Il giovane dice di essere un angelo ed esegue diverse gesta magiche . Afferma di essere in grado di prevedere il futuro e informa il gruppo di eventi sfortunati che presto accadranno a quelli a cui tengono. I ragazzi non credono alle affermazioni di Satana fino a quando una delle sue previsioni non si avvera. Satana procede a descrivere ulteriori tragedie che accadranno ai loro amici. I ragazzi pregano Satana di intercedere. Satana è d'accordo ma opera secondo la definizione tecnica di misericordia. Per esempio, invece di una morte lenta e dolorosa a causa di una malattia, Satana fa semplicemente morire subito uno degli amici di Theodor.
Nel villaggio e in altri luoghi del mondo in cui Satana li trasporta magicamente, i ragazzi sono testimoni di fanatismo religioso, processi alle streghe, ustioni, impiccagioni, morti e isteria di massa. Alla fine, Satana svanisce con una breve spiegazione: "Qui non c'è Dio, nessun universo, nessuna razza umana, nessuna vita terrena, nessun paradiso, nessun inferno. È tutto un sogno - un sogno grottesco e sciocco. Nulla esiste tranne te. E tu sei solo un pensiero - un pensiero vagabondo, un pensiero inutile, un pensiero senza fissa dimora, vagante abbandonato tra le vuote eternità!".

## Edizioni della University of California Press
Nel 1969, la University of California Press pubblicò, come parte di "The Mark Twain Papers Series", un'edizione accademica di tutti e tre i manoscritti inalterati, curata da William M. Gibson e intitolata Mark Twain's Mysterious Stranger Manuscripts; questa edizione è stata ripubblicata nel 2005. Nel 1982 la University of California Press ha inoltre pubblicato una versione finale di No. 44, The Mysterious Stranger a scopo divulgativo.

## Edizioni italiane
- N.44. Lo straniero misterioso, traduzione di Elisabetta Prodon, Nota introduttiva di Guido Carboni, Collana Gli struzzi n.447, Torino, Einaudi, 1993-1997,  pp. XXIII-268, ISBN 978-88-061-3173-9.
- Lo straniero misterioso, traduzione di Livio Crescenzi, Fidenza, Mattioli 1885, 2016, ISBN 978-88-626-1598-3.